# Óscar Echeverry
Oscár Echeverry es un futbolista colombiano. Juega de delantero y su último club fue Red Bull New York del Major League Soccer. Actualmente no está activo.

## Trayectoria
Debutó en 1996 en el Deportivo Cali y dos años después pasó al Deportivo Pasto, al que ayudó ese año a llegar a primera división. También estuvo en el Once Caldas (2001), Deportivo Pereira (2002) y Caracas FC de Venezuela (2003).
En su carrera en la A disputó 203 partidos y convirtió 27 goles. Su mejor temporada fue la de 1999, cuando hizo nueve tantos en 38 partidos con la camiseta del Deportivo Pasto.

## Clubes
| Club              | País               | Año           |
| ----------------- | ------------------ | ------------- |
| Deportivo Cali    | Colombia           | 1996          |
| Deportivo Pasto   | Colombia           | 1998          |
| Once Caldas       | Colombia           | 2001          |
| Deportivo Pereira | Colombia           | 2002          |
| Caracas FC        | Venezuela          | 2003          |
| Atlético Nacional | Colombia (campeón) | 2004-2007     |
| Red Bull New York | EE. UU.            | 2008-presente |

- Datos: Q7105955

## Palmarés

### Campeonatos nacionales
| Título                | Club              | País      | Año       |
| --------------------- | ----------------- | --------- | --------- |
| Campeonato colombiano | Deportivo Cali    | Colombia  | 1996      |
| Primera División      | Caracas FC        | Venezuela | 2002/2003 |
| Torneo Apertura       | Atlético Nacional | Colombia  | 2005      |
| Torneo Apertura       | Atlético Nacional | Colombia  | 2007      |
| Torneo Finalización   | Atlético Nacional | Colombia  | 2007      |